# Бог да е с теб
„Бог да е с теб“ е двоен албум на българската поп/кънтри певица Росица Кирилова, издаден през 1998 от Рива Саунд. Този албум включва 40 от най-популярните песни на Кирилова от периода 1983 – 1998 г.

## Песни

### Диск 1
1. „Бог да е с теб“ (3:25)
2. „Безплатно кино“ (3:54)
3. „Боса по асфалта“ (3:33)
4. „Бялата река“ (3:33)
5. „Време за нежност“ (3:10)
6. „Всяка грешка има прошка“ (4:13)
7. „Всичко е песен“ (2:46)
8. „В сърцето ми няма друг“ (3:26)
9. „Да бях вълшебница“ (3:37)
10. „Денонощие“ (3:36)
11. „Доброта“ (4:04)
12. „Живей за мига“ (3:53)
13. „За теб живея“ (2:30)
14. „Звезден океан“ (3:07)
15. „Игра на чувства“ (3:37)
16. „Има шанс, няма шанс“ (3:51)
17. „И нека любовта ни да е грях“ (3:53)
18. „Истинско лято“ (3:55)
19. „Коледа без теб“ (3:42)
20. „Месечинко, чакай“ (3:53)

### Диск 2
1. „Искам да танцувам“ (3:21)
2. „Любов завинаги“ (4:14)
3. „Мики Маус“ (2:52)
4. „Моята кукла Барби“ (2:26)
5. „Моя страна“ (3:59)
6. „Най-добрата дума“ (4:00)
7. „На сърце ми лежи“ (3:10)
8. „Не заключвай в рамки любовта“ (3:29)
9. „Обща верига“ (3:34)
10. „По въздуха ти пиша“ (3:45)
11. „Песен за изгубеното куче“ (3:53)
12. „Приятелите винаги остават“ (4:45)
13. „Премълчани думи“ (3:56)
14. „Роди ме, мамо, с късмет“ (3:31)
15. „Слънце мое“ (4:06)
16. „Стоян и конче“ (3:26)
17. „Тишина“ (3:10)
18. „Учителко, целувам ти ръка“ (4:21)
19. „Хората се срещат“ (4:15)
20. „Щастие има“ (3:09)